# 宋燾
宋燾（1572年—1614年） 字岱倪，號繹田，又號青岩。山東泰安汶陽鎮宋家孝門村（今肥城宋家孝门）人，“泰山五賢”之一。

## 生平
幼时父母双亡，其兄宋绪田撫養。萬曆二十九年（1601年）中辛丑科進士，選為庶吉士。三十三年授浙江道御史，巡撫江南，監督學政。萬曆後期，朝政廢施，萬曆三十四年（1606年）刘天绪起义爆發，宋焘上疏曰：“自采榷议兴，民不堪命，一夫振呼，而从者响应。宜及时发内帑之金，停无艺之税，克诘戎兵，简炼将帅，则内治顺而外防固矣。”又斥責首輔朱賡。
萬曆三十五年（1607年）秋，江西參政姜士昌因直言被貶，宋燾上疏為其伸冤，斥责辅臣李廷機等，神宗大怒，貶為平定州（今山西平定縣）判官。不久罷歸故里，“解绶归里之日，囊箧若涤，惟简册书笥（书箱）而已”。
鄉居期間在泰城靈芝街「青岩居」講學，王楫等皆出自其門下。萬曆四十二年（1614年）五月二十八日，因「背疽發作」而卒，葬於泰安城西上旺村鳳凰嶺下。封光祿少卿。崇祯七年（1634年），王楫撰《宋绎田先生传》。清人周文光有《拜绎田先生墓》一诗。著有《泰山紀事》三卷，“一卷曰《天集》，记天神事；二卷曰《地集》，记古迹；三卷曰《人集》，记名宦人物。”又有《岱下小史》、《州志補遺》等，另有詩集《青岩居草》和《落花全韻》。

## 家族
曾祖宋誥，县丞。祖宋佑。父宋邦强。